# Nazionale femminile under 17 di calcio dei Paesi Bassi
La nazionale Under-17 di calcio femminile dei Paesi Bassi è la rappresentativa calcistica femminile dei Paesi Bassi formata da giocatrici al di sotto dei 17 anni, gestita dalla federazione calcistica dei Paesi Bassi (Koninklijke Nederlandse Voetbal Bond - KNVB).
Come membro dell'Union of European Football Associations (UEFA), partecipa a vari tornei di calcio internazionali ufficiali, il campionato europeo e il campionato mondiale FIFA di categoria, e a invito, come il Torneo di La Manga.
Il risultato più prestigioso ottenuto dalla formazione Under-17 è la vittoria dell'Europeo 2025.

## Risultati agli Europei Under-17
- 2008: Non qualificata
- 2009: Non qualificata
- 2010: Quarto posto
- 2011: Non qualificata
- 2012: Non qualificata
- 2013: Non qualificata
- 2014: Non qualificata
- 2015: Non qualificata
- 2016: Non qualificata
- 2017: Semifinale
- 2018: Fase a gironi
- 2019: Secondo posto
- 2020 - 2021: Tornei cancellati
- 2022: Quarto posto
- 2023: Non qualificata
- 2024: Non qualificata
- 2025: Campione

## Piazzamenti ai Mondiali Under-17
- 2008: Non qualificata
- 2010: Non qualificata
- 2012: Non qualificata
- 2014: Non qualificata
- 2016: Non qualificata
- 2018: Non qualificata
- 2022: Non qualificata
- 2024: Non qualificata
- 2025: Qualificata